# Mohamed Salem Ould Salek
Mohamed Salem Ould Salek (en àrab: محمد سالم ولد سالك, Muḥammad Sālim walad Sālik) és un polític saharaui, que exerceix de ministre d'Afers exteriors de la República Àrab Sahrauí Democràtica (RASD) des del 21 de gener de 1998. A nivell acadèmic, es va llicenciar en Ciències polítiques a la Universitat Mohammed V de Rabat.